# Pacificação de Mokotów

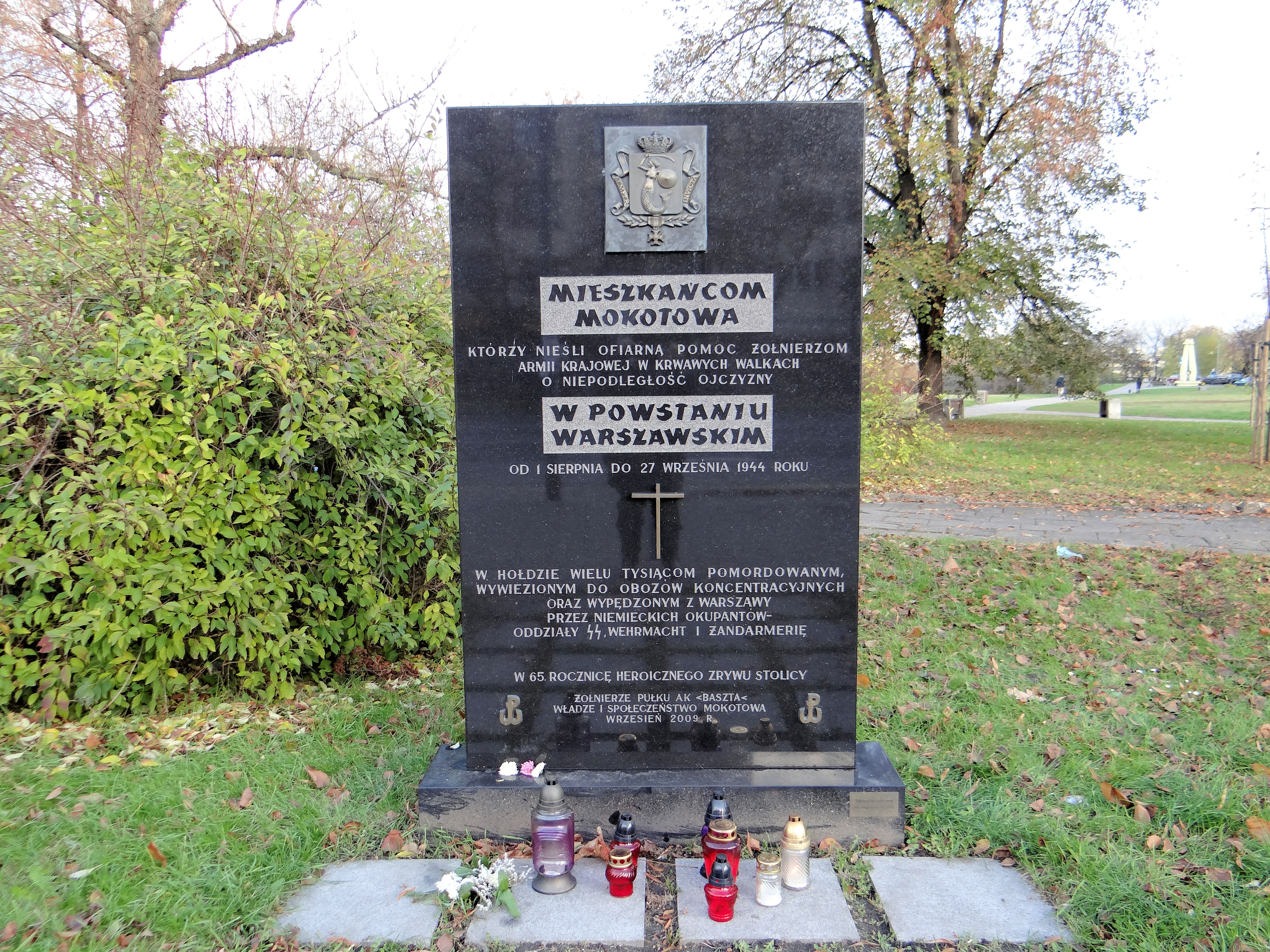
Placa dedicada à população civil de Mokotów que foi assassinada e expulsa pelos alemães durante a Revolta de Varsóvia

Pacificação de Mokotów – onda de assassinos em massa, roubos, incêndios premeditados e estupros que tiveram lugar num bairro varsoviano, Mokotów, durante Revolta de Varsóvia em 1944. Os crimes, cujas vítimas foram tanto prisioneiros de guerra como população civil, foram cometidos pelos alemães até 27 de setembro de 1944, ou seja, o momento da capitulação de Mokotów. Caraterizaram-se por grande intensidade especialmente nos primeiros dias da Revolta.

## Crimes alemães nos primeiros dias da Revolta
No dia 1 de agosto de 1944, às 17h00, os soldados do Armia Krajowa (Exército Clandestino Polaco) atacaram os objetos alemães em todos os bairros da Varsóvia ocupada. Naquele dia, as tropas de Obwód V AK “Mokotów” sofreram grandes perdas, atacando sem sucesso os pontos bem fortificados de opressor na rua Rakowiecka e Puławska. Os rebeldes tampouco conseguiram conquistar outros lugares importantes como quarteis nas escolas na rua Kazimierzowska e Woronicza,  Forte de Mokotów, hipódromos em Służewiec. Por causa desta derrota, grande parte de Obwód V retirou-se ao Bosque de Kabaty. Cinco campanhas do regimento “Baszta” sob liderança de Tenente-Coronel Stanisław Kamiński “Daniel” preencheram os blocos de apartamentos no quadrado das ruas: Odyńca – Goszczyńskiego – Puławska – Aleja Niepodległości. Nos dias seguintes, os rebeldes conseguiram aumentar as suas propriedades e organizar o ponto forte da resistência em Górny Mokotów.
Na noite de 1 para 2 de agosto de 1944, as unidades das SS, policia e Wehrmacht cometeram vários crimes de guerra em Mokotów. Os rebeldes levados como prisioneiros foram fuzilados com metralhadora e os prisioneiros feridos assassinados com pistolas. Os alemães não prestaram atenção ao facto de que os soldados do AK lutavam de maneira aberta e tinham, de acordo com a lei, marcas militares, ou seja, que lutavam de acordo com as Convenções da Haia. Foram mortos, entre outros, todos os soldados polacos capturados durante o ataque aos pontos da resistência na rua Rakowiecka e dezenas dos prisioneiros do batalhão do AK “Karpaty” que atacou os hipódromos em Służewiec. Os alemães fuzilaram também, pelo menos, 19 rebeldes feridos e levados como prisioneiros do batalhão do AK “Olza” que foi quebrado durante o ataque ao Forte de Mokotów. Uma parte de vítimas foi enterrada viva o que afirmaram os resultados da exumação feita em 1945.
Naquela noite, tiveram também lugar os primeiros assassinatos da população civil de Mokotów. Depois de repelir os ataques polacos, os soldados Luftwaffe que pertenceram ao pessoal de Fliegerhorst-Kommandantur Warschau-Okecie captaram cerca de 500 pessoas no terreno do Forte de Mokotów. A deslocação juntou-se com execuções. Foram mortos vários habitantes das ruas: Bachmacka, Baboszewska e Syryńska. Na casa na rua Racławicka 97, os alemães prenderam no porão 14 pessoas e depois as mataram, usando granadas. Os assassinatos dos prisioneiros de guerra e da população civil foram cometidos ao comando do comandante da guarnição de Okęcie – general Doerfler.

## Ordem de Hitler da destruição de Varsóvia e realização do plano em Mokotów
Ao receber a informação sobre o começo da Revolta de Varsóvia, Hitler deu ordem ao Reichsführer de SS, Himmler, e ao chefe do Alto Comando do Exército (OKH), general Heinz Guderian, para destruir Varsóvia e assassinar todos os habitantes. De acordo com a relação de SS-Obergruppenführer, Erich von dem Bach-Zelewski, que foi nomeado para comandante da força cujo objetivo foi acabar com a Revolta, a ordem foi assim: “todos os habitantes devem ser assassinados, não se pode fazer prisioneiros. Varsóvia tem de ser destruída e desta maneira deve ser criado o exemplo horrível para toda Europa”. A ordem de Hitler foi também dada ao comandante da guarnição alemã em Varsóvia. SS-Oberführer, Paul Otto Geibel, (SS-und Polizeiführer), comandante de SS e policia do distrito de Varsóvia, atestou depois da guerra que já à noite, no dia 1 de agosto, Himmler mandou-lhe por telefono: “que destrua dezenas de milhares”. No dia 2 de agosto, comandante da guarnição varsoviana, general Reiner Stahel, mandou às suas tropa de Wehrmacht matar todos os homens que pudessem ser considerados rebeldes verdadeiros ou potenciais e tomar reféns da população civil (tanto mulheres como crianças).
Naquele tempo, Mokotów foi ocupado pelas unidades alemãs bastante fortes como: 3.o batalhão auxiliar dos Granadores Panzer SS nos quarteis militares na rua Rakowiecka (SS-Stauferkaserne), baterias da artilheria antiaérea em Pole Mokotowskie, tropas a pé Luftwaffe no Forte de Mokotów e nos quarteis militares da artilheria antiaérea na rua Puławska (Flakkaserne), tropa da gendarmaria no edifício do comando distrital na rua Dworkowa. Apesar desta situação, os resultados da realização da ordem do extermínio de Hitler em Mokotów não foram tão trágicos como em Wola, Ochota ou Śródmieście Południowe. O bairro foi considerado como o terreno periférico, por isso os alemães não fizeram lá ações ofensivas por muito tempo. As tropas alemãs, comportando-se de maneira passiva em relação aos rebeldes, assassinaram em massas a população civil que estava ao alcance das ações. Os alemães queimaram casas, roubaram e violaram mulheres. A população que se salvou foi expulsa de casas e capturada em campo temporário em Pruszków, de onde muitas pessoas foram deportadas para os campos de concentração ou para os trabalhos forçados em III Reich.

### Massacre na prisão de Mokotów

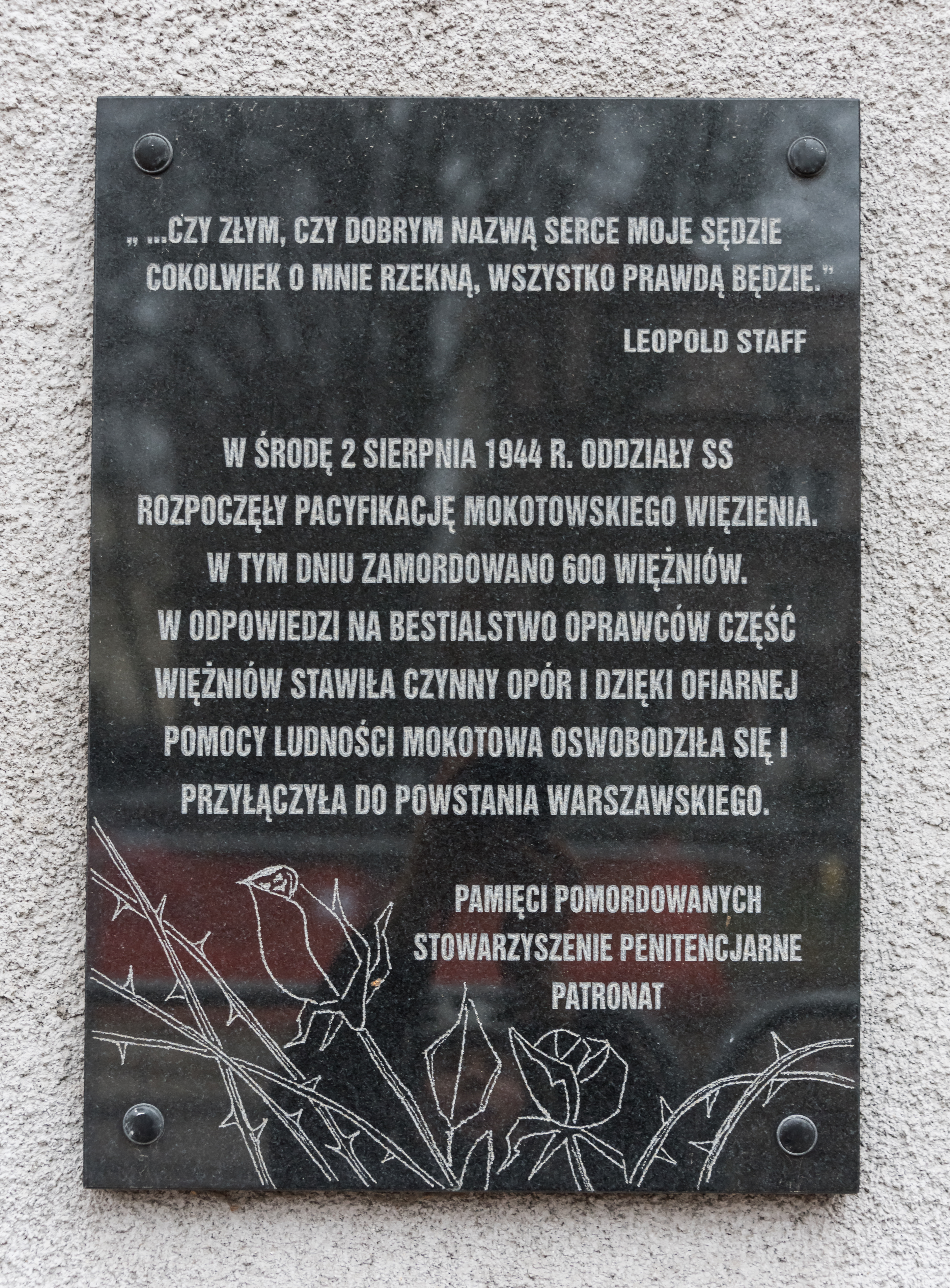
Placa comemorativa na parede da prisão em Mokotów

Na altura em que começou a Revolta de Varsóvia, na prisão de Mokotów, na rua Rakowiecka 37, habitavam 794 prisioneiros, incluindo 41 menores. No dia 1 de agosto, este objeto foi atacado pelo AK que conseguiu entrar e ocupar o edifício administrativo, não podendo chegar aos edifícios penitenciários.
No dia 2 de agosto, inspetor judicial, Kirchner, que teve função do chefe da prisão, foi chamado aos quarteis das SS na rua Rakowiecka 4. SS-Obersturmführer, Martin Patz, comandante do 3.o batalhão auxiliar dos Granadores Panzer SS, disse-lhe que general Reiner Stahel tinha ordenado a liquidação de todos os prisioneiros. Esta decisão foi também aprovada por SS-Oberführer Geibel que, além disso, mandou fuzilar aos guardas polacos. Kirchner preparou um protocolo de apropriação que possibilitou a Patz manter à sua disposição todos os prisioneiros. Neste dia, à tarde, a tropa das SS entrou ao terreno da prisão. Cerca de 60 prisioneiros foram obrigados a cavar três túmulos no pátio da prisão. Ao terem acabado o trabalho, foram fuzilados. Depois os alemães começaram a tirar de celas o resto dos prisioneiros e mataram a maioria sobre os túmulos cavados. Durante a execução de umas horas foram matados mais de 600 habitantes da prisão em Mokotów.
A massacre que teve lugar no pátio da prisão foi muito bem vista das janelas de celas. Os prisioneiros que a observaram, entenderam que eram condenados à morte e que não tinham nada para perder. Os prisioneiros da 6.a e 7.a  secção do segundo andar decidiram fazer um passo desesperado e atacaram os opressores. Com a proteção da noite e ajuda dos habitantes, desde 200 até 300 prisioneiros conseguiram chegar ao terreno ocupado pelos rebeldes.

### Massacre no convento dos jesuítas na rua Rakowiecka

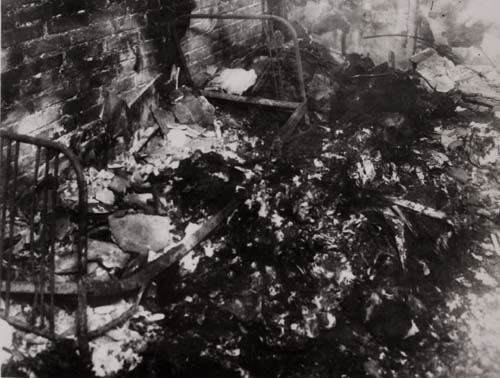
Convento dos jesuítas em Mokotów – lugar da massacre

No primeiro dia da Revolta, na Casa dos Escritores da Companhia de Jesus na rua Rakowiecka 61 não houve luta. No convento refugiaram-se alguns civis que não podiam voltar a casa por causa da bagaceira. À manhã, 2 de agosto, a Casa dos Escritores foi bombardeada pelos canhões antiaéreas alemães de Pole Mokotowskie. Depois a Casa foi invadida pela tropa de 20 soldados de SS – vieram provavelmente de Stauferkaserne. SS acusou o pessoal do convento de atacar os soldados alemães. Depois da revisão superficial durante a qual não foram encontradas nenhumas provas, os alemães saíram do convento com o superior do convento, Edward Kosibowicz, supostamente por causa da necessidade de explicações adicionais na sede alemã. Na realidade, Kosibowicz foi assassinado com um tiro na nuca em Pole Mokotowskie.  
Depois de algum tempo, outros polacos foram capturados num quarto pequeno, situado no porão do convento, e assassinados com granadas. Depois teve lugar a ação metódica matar os feridos. Houve 40 vítimas da massacre, incluindo 8 sacerdotes e 8 frades da Companhia de Jesus. Os cadáveres foram cobertos com gasolina e queimados. 40 pessoas salvaram-se (embora com feridas) – depois da partida temporal dos alemães conseguiram fugir de montes de corpos no convento.

### Massacre da população civil

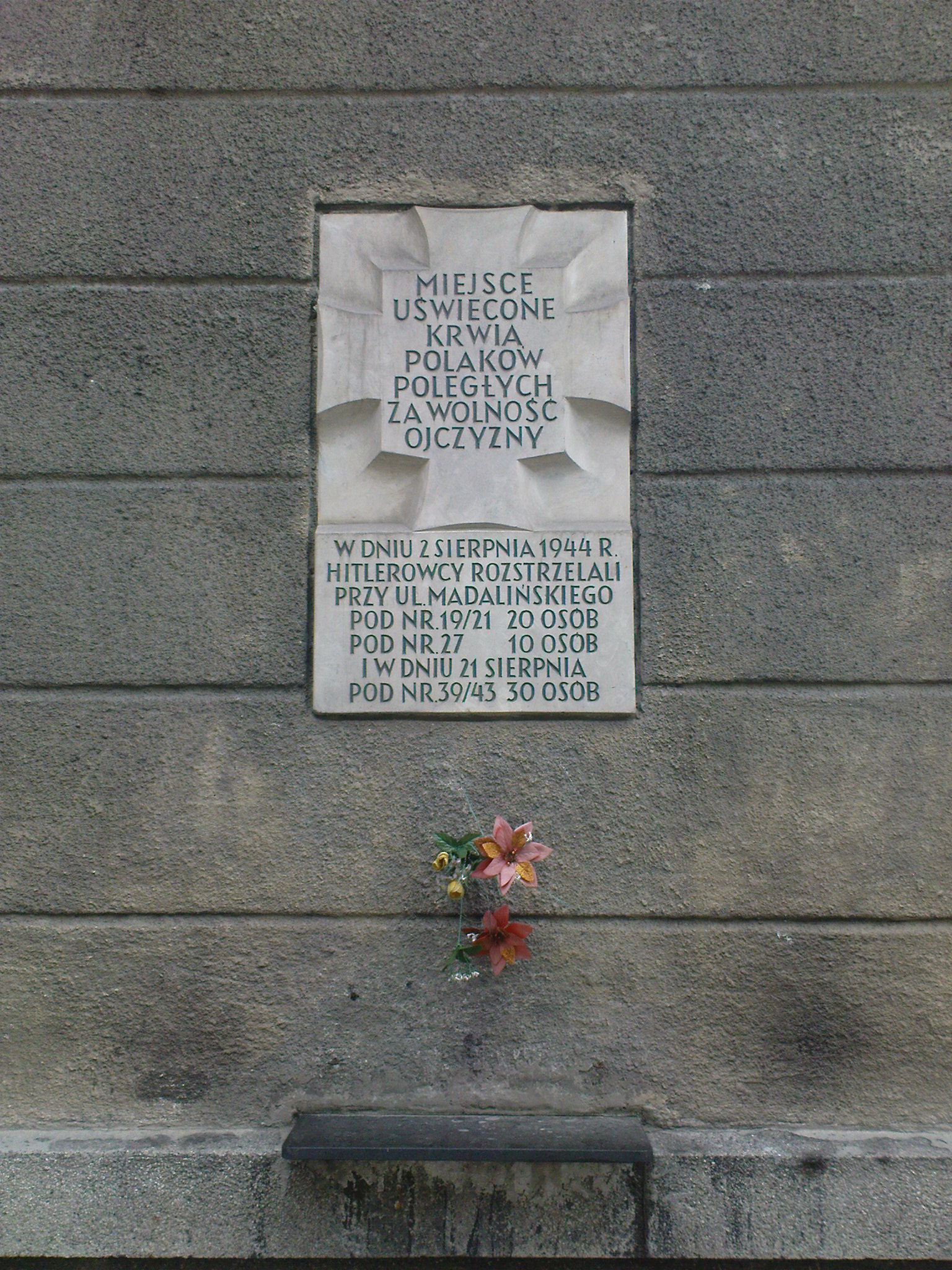
Placa comemorativa dedicada aos habitantes da rua Madalińskiego

Nos primeiros dia de agosto as tropas alemãs em Mokotów – tanto as unidades de SS como de Wehrmacht – muitas vezes fizeram ações com objetivo de terrorizar a população civil polaca. Durante essas ações tiveram lugar execuções e incêndios de casas. Já no dia 2 de agosto o pessoal das SS começou a matar a população civil na rua Madalińskiego. Foram fuzilados, pelo menos, dezenas de habitantes de casas com número 18, 20, 19/21, 22, 23, 25 (a maioria foram os homens). Foram mortos também seis habitantes da casa na rua Kazimierzowskiej 76 (três mulheres e um bebé). Na pequena carpintaria da casa da rua Madalińskiego 27 os alemães capturaram dez homens que depois foram queimados vivos.

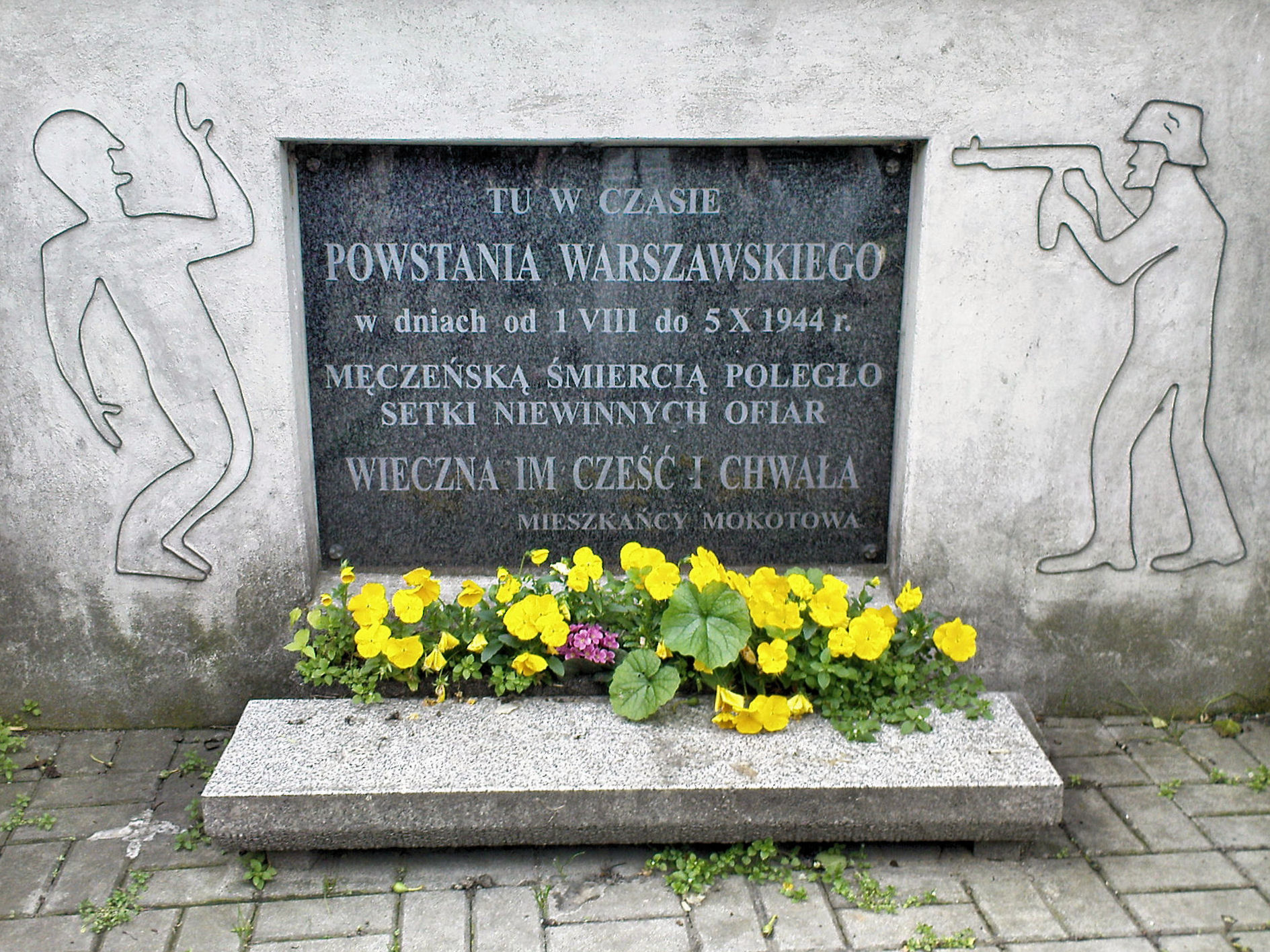
Placa comemorativa dedicada às vítimas da execução nas escadas na rua Dworkowa

No dia 3 de agosto SS-Oberführer Geibel fortaleceu com uns tanques a tropa dos gendarmes  do comando distrital na rua Dworkowa. Decidiu preparar uma ação que teve como objetivo assassinar a população civil na zona da rua Puławska. Os gendarmes sob o comando de Oberleutnant, Karl Lipscher, realizaram a ação terrorista, seguindo rua Puławska em direção a sul. Na rua Szustra (atual rua Jarosława Dąbrowskiego) foram fuzilados 40 habitantes de casas nr 1 e 3. Chegaram até à rua Boryszewska, fuzilando as pessoas que não queriam compartir a experiencia dos cadáveres na rua Puławska e estavam a fugir. Naquele dia foi morta a maioria dos habitantes das ruas: Puławska – Belgijska – Boryszewska – Wygoda. Foram mortos, pelo menos, 108 habitantes da casas da rua Puławska 69, 71, 73/75 e dezenas de pessoas que viviam na rua Belgijska. Entre os mortos houve também mulheres e crianças. Das casas da rua Puławska 49 e 51 os alemães e os seus colaboradoes ucranianos saíram com mais de 150 pessoas – a maioria foram mulheres e crianças. Os condenados foram dirigidas em colunas de três pessoas à sede dos gendarmes na rua Dworkowa. Quando a coluna chegou às escadas que levavam em direção da rua Belwederska (atual Morskie Oko), os alemães eliminaram entrelaçamentos feitos do arame farpado, sugerindo que permitissem chegar ao território ocupado pelos rebeldes. Uma parte já estava a descer pelas escadas, quando os gendarmes de repente começaram a fuzilar. Morreram cerca de 80 pessoas, incluindo muitas crianças. Durante a execução, a pessoa que mais se caraterizou pela crueldade foi volksdeutsch, Edward Malicki (vel Maliszewski). Além disso, naquele dia na casa da rua Bukowiańska 25, os pilotos alemães mataram 10-13 pessoas.
Na manhã do dia 4 de agosto duas companhias do regimento “Baszta” atacaram sem sucesso o comando dos gendarmes na rua Dworkowa. Depois de repelir, os alemães decidiram vingar-se da população civil. Os gendarmes da rua Dworkowa, apoiados pela tropa dos colaboradores ucranianos da escola na rua Pogodna, barraram a pequena rua Olesińska (situada ao frente do comando dos gendarmes). Centenas dos habitantes das casas 5 e 7 foram capturadas no portão e assassinadas com granadas. As pessoas que queriam fugir dos túmulos em massa, foram fuziladas. Houve desde 100 até 200 vítimas. Foi uma das maiores massacres alemãs cometidas em Mokotów durante a Revolta em Varsóvia.

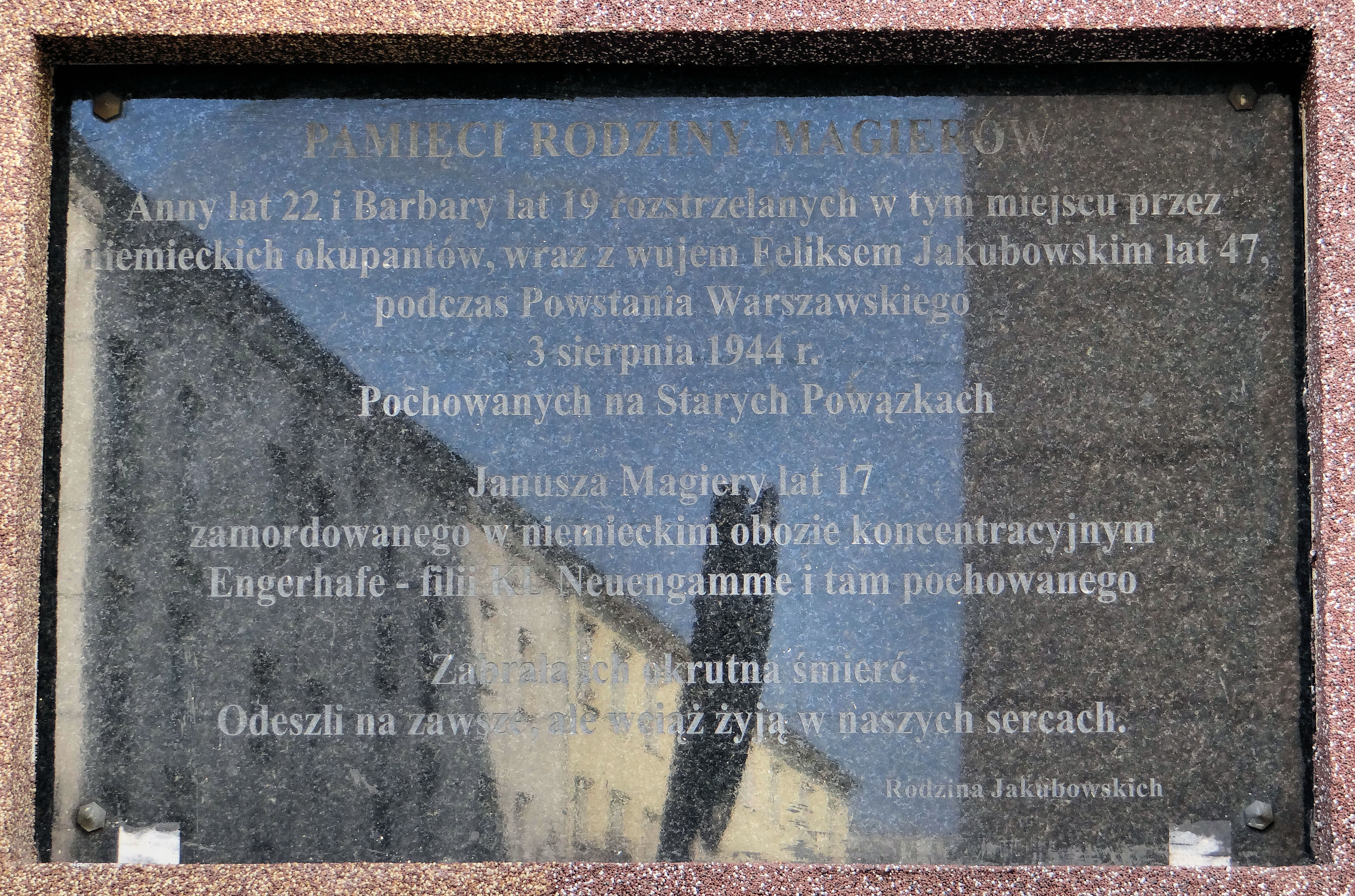
Placa comemorativa dedicada à família dos Magier, assassinados na execução na rua Puławska

No dia 4 de agosto foram pacificadas também as zonas da rua Rakowiecka. O pessoal de SS dos quarteis Stauferkaserne e os pilotos dos quarteis na rua Puławska entraram em casas com granadas, atirando as pessoas que estavam a abrir portas. Foram assassinados 30 habitantes da rua Rakowiecka 5, 9 e 15 e, pelo menos, 20 habitantes da rua Sandomierska 19/21, 23. Duas mulheres feridas foram deixadas pelos pilotos no edifício em fogo e foram queimadas vivas.
Vários crimes foram cometidos também no dia 5 de agosto. À noite, o pessoal das SS e policia da sede Sicherheitspolizei da Avenida Szucha cercaram as casas fechadas com as ruas: Puławska – Skolimowska – Chocimska – bazar de Mokotów. Assassinaram 100 habitantes da rua Skolimowska 3 i 5 e 80 habitantes da rua Puławska 1. Entre as vítimas houve alguns rebeldes que se escondiam, por exemplo: capitão Leon Światopełk-Mirski „Leon” – chefe da 3.a Região de Obwód V AK „Mokotów”. Os cadáveres foram cobertas com gasolina e queimadas. Naquele dia, os pilotos alemães mataram 10-15 pessoas que se escondiam na casa da rua Bukowińska 6.  
Nos dias seguintes, os alemães seguiram queimando casas e deslocando a população dos quarteis ocupados em Mokotów. Teve também lugar o fuzilamento dos civis. No dia 11 de agosto foram assassinados 20 habitantes da rua Al. Niepodległości 132/136 (incluindo umas mulheres). No dia 21 de agosto foram fuzilados 30 habitantes da rua Madalińskiego 39/43, no dia seguinte – 7 habitantes da rua Kielecka 29A. Há também casos que indicam que na passagem de agosto/setembro de 1944 na zona das hortas urbanas foram fuziladas cerca de 60 pessoas, incluindo mulheres, idosos e crianças.

### Crimes no terreno de Stauferkaserne

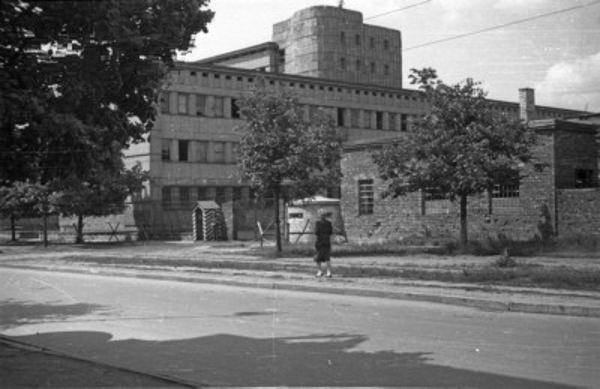
Stauferkaserne – vista da rua Rakowiecka e Kazimierzowska

Desde o dia 2 de agosto os alemães expulsaram a população polaca dos quartos ocupados de Mokotów. Os quarteis enormes das SS na rua Rakowiecka 4 (SS-Stauferkaserne) foram convertidos na prisão provisória, onde foram presos sobretudo os homens tratados como reféns e obrigados a rigor do campo. Os polacos presos em Stauferkaserne viviam em condições horríveis e foram tratados com a brutalidade enorme. Os prisioneiros receberam um mínimo alimentar (por exemplo: a primeira grupa dos prisioneiros recebia comida depois de um dia terminar). A agressão física foi tratada como algo normal. Os homens tiverem de trabalhar de maneira muito dura, por exemplo: limpar as latrinas com próprias mãos, desconstruir barricadas dos rebeldes, limpar os tanques, enterrar corpos, trabalhar nos quarteis (cavando valas), limpar as ruas, carregar os carros com os bens roubados pelos alemães. Muitos destes trabalhos teve como objetivo cansar e humilhar. Essas condições de vida e o trabalho duro causaram a inanição dos prisioneiros. Houve uma epidemia de disenteria.
Durante a Revolta em Varsóvia os alemães mataram no terreno de Stauferkaserne, pelo menos, 100 polacos. Entre outros, no dia 3 de agosto, os alemães escolheram de todos os prisioneiros 45 homens casuais que foram divididos em grupos de 15 pessoas e depois assassinados fora do terreno dos quarteis. No dia seguinte foram assassinados no pátio dos quarteis cerca de 40 homens da casa situada entre as ruas Narbutta e Al. Niepodległości. No terreno dos quarteis várias vezes tiveram também lugar execuções individuais, realizadas muitas vezes sob o comando de SS-Obersturmführer Patz. É conhecido um caso em qual um dos prisioneiros foi enforcado. Além disso, uma parte dos prisioneiros foi exportado em “casotas” de Gestapo em direção desconhecida e não se sabe o que aconteceu com eles. Pode ser que fossem assassinados na zona da sede Sipo, na Avenida de Szuch. As mulheres presas nos quarteis de Mokotów foram forçadas a correr em frente aos tanques em direção às barricadas dos rebeldes.

## Pacificação de Sadyba
O bairro Sadyba desde 19 de agosto foi ocupado pelas tropas do AK que veio de Bosques Chojnowskie. Sadyba, ocupada pelos polacos, protegeu ao sul as posições dos rebeldes em Dolny Mokotów. O general Günther Rohr, comandante das forças alemãs nos bairros do sul de Varsóvia recebeu de SS-Obergruppenführer Bach a ordem de conquistar esse bairro o que podia ser considerado como o primeiro passo para retirar os rebeldes das margens do rio Vistula. Desde 29 de agosto as tropas alemãs estavam a atacar Sadyba. O bairro foi também bombardeado de maneira muito intensa pela força área alemã e fuzilado pela artilharia pesada. 2 de setembro as tropas de Rohr que atacavam de todas as partes, conseguiram conquistar Sadyba. Foram mortos 200 defensores. Só alguns soldados do AK conseguiram voltar ao terreno de Mokotów ocupado pelos polacos.
Depois de ter conquistado Sadyba, os alemães assassinaram todos os prisioneiros. Os feridos foram fuzilados com pistolas. Tiveram lugar vários crimes relacionados com a população civil. Os soldados alemães – sobretudo aqueles que pertenceram às formações Luftwaffe – bombardearam os portões, habitados pelas pessoas, com granadas, realizaram execuções nos quais foram mortos não só os homens jovens que podiam ter relações com a Revolta, mas também mulheres, idosos e crianças. Num dos túmulos foram encontrados corpos de oito mulheres cujas mãos foram arramadas com arame farpado. Depois da queda de Sadyba, foram assassinados, pelos menos, 80 habitantes das ruas: Pdhalańska – Klarysewska – Chochołowska. Uma das vítimas da massacre foi Józef Grudziński, ativista do Partido Popular, vice-presidente do Concilio da União Nacional. As testemunhas indicam que os soldados alemães que matavam a população de Sadyba evocavam as ordens dos comandantes que tinham mandado liquidar toda a população varsoviana.
Depois da conquista definitiva de Sadyba, os alemães uniram uns milhares dos habitantes no terreno do Forte de Piłsudski que foram salvos graças ao general alemão. Pode ser que fosse SS-Obergruppenführer Bach que naquele dia escreveu no seu diário que estava a ir “ao longo de milhares de prisioneiros e civis”, fazendo “discursos ardentes” no quais garantia a vida. Mas no terreno do forte foram mortos alguns homens considerados rebeldes.

## Queda de Mokotów

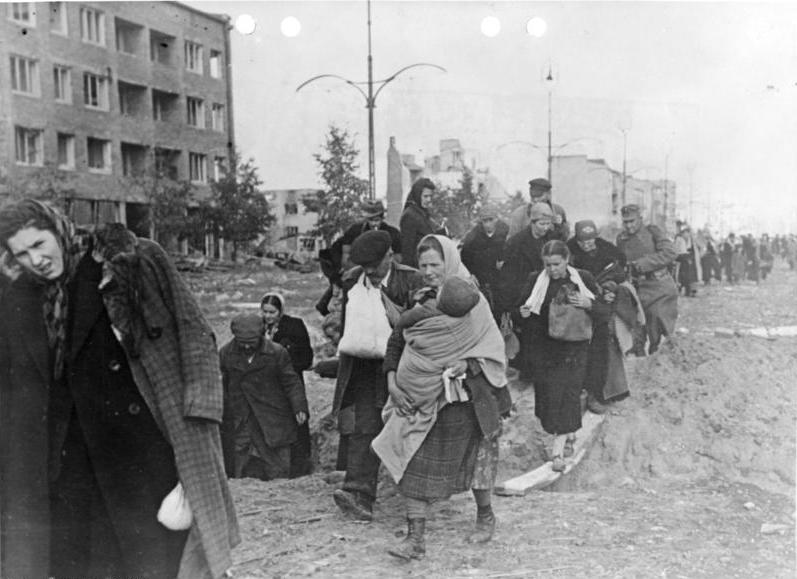
População civil expulsada de Mokotów

No dia 24 de setembro de 1944 as tropas alemãs realizaram o ataque forte a Górny Mokotów. Depois de quatro dias o bairro caiu. Como passou em outros bairros varsovianos, os soldados alemães assassinaram os feridos e o pessoal médico dos hospitais conquistados. No dia 26 de agosto foram fuzilados ou queimados vivos uns feridos dos hospital dos rebeldes da rua Czeczota 19. Naquele dia, no hospital na Al. Niepodległości 117/119, os alemães fuzilaram Ewa Matuszewska “Ewa” e assassinaram várias pessoas com granadas[65]. Depois da capitulação de Mokotów (27 de setembro) SS-Obergruppenführer Bach garantiu a vida para o resto dos rebeldes. Mesmo assim, os alemães mataram o número desconhecido dos polacos feridos que estavam nos portões das casas da rua Szustra (entre ruas Bałuckiego e Puławska), e queimaram o hospital dos rebeldes na rua Puławska 91, onde morreram 20 pessoas.
Os alemães expulsaram dos quartos ocupados de Mokotów os seus habitantes, roubando e queimando. Na rua Kazimierzowska foram fuzilados mais de 70 homens considerados os participantes da Revolta. Depois da batalha, os alemães uniram a população civil junto com os feridos no terreno dos hipódromos em Służewiec. Todos foram exportados ao campo temporal em Pruszków.

### Execução na rua Dworkowa

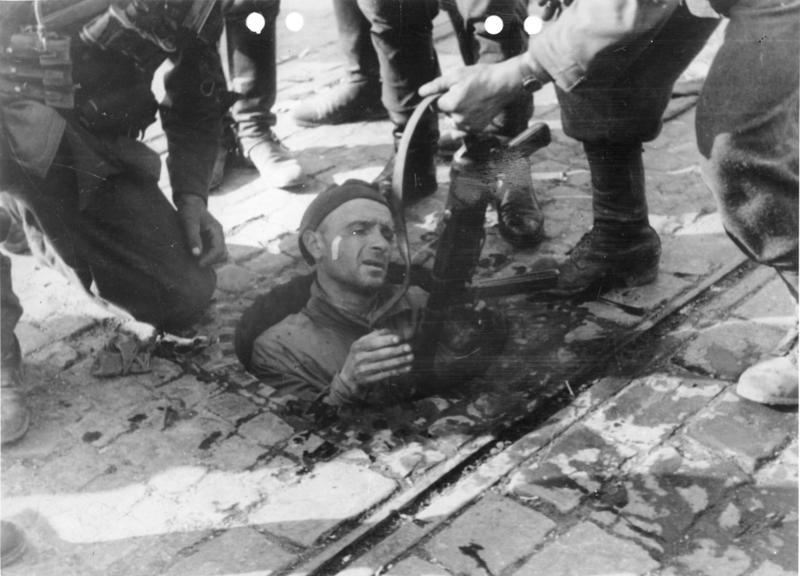
Um dos rebeldes capturado na zona da rua Dworkowa

Depois de uns dias do ataque alemão ficou evidente que a queda do bairro era inevitável. No dia 26 de setembro, ao comando do chefe da defesa de Mokotów – tenente-coronel, Józef Rokicki “Daniel” – as tropas da 10.a Divisão da Infantaria do AK começou a evacuação por canais em direção a bairro Śródmieście, ocupado pelos polacos.
Durante a evacuação caótica uma parte dos rebeldes perdeu-se nos canais e depois de dezenas horas da marcha dura saiu sem querer para o território ocupado pelos alemães. Os rebeldes e civis capturados foram tomados ao comando dos gendarmes na rua Dworkowa. Lá, os alemães separaram os civis e uma parte de enfermeiras do resto dos capturados. Os soldados presos tiveram de estar de joelhos perto da cerca da escarpa. Quando um dos soldados não aguentou a pressão e tentou pegar o arma dum guarda, a policia de Schutzpolizei fuzilou todos os presos do AK. Houve 140 vítimas da massacre.
98 rebeldes, capturados ao sair dos canais, foram fuzilados na rua Chocimska. Antes da execução os alemães torturaram os presos, obrigando-os a estar de joelhos com as mãos para cima e batendo-os com carabinas.

## Responsabilidade dos opressores
No dia 8 de agosto de 1944, ou seja durante a Revolta de Varsóvia, os soldados do AK, por acaso capturaram SS-Untersturmführer Horst Stein que quatro dias antes foi responsável pela massacre na rua Olesińska. Stein foi julgado pelo corte marcial dos rebeldes. Foi condenado à morte. A execução foi feita.
Em 1954, SS-Brigadeführer Paul Otton Geibel, o comandante oficial de SS e policia que cometeram vários crimes em Mokotów, foi condenado a prisão perpétua pelo Tribunal Regional de Varsóvia. 12 de outubro de 1966 Geibel suicidou-se na prisão de Mokotów. Dr Ludwig Hahn – comandante de SD e Policia Secreta em Varsóvia, que junto com Geibel realizou a defesa do “bairro policial” – durante muitos anos viveu em Hamburgo sob o próprio nome. Foi julgado em 1971 e depois do processo que durou um ano foi condenado a 12 anos da prisão. No processo revisório júri de Hamburgo aumentou o castigo para a prisão perpétua (1975). Acabou de ser liberado em 1983 e morreu três anos depois desse acontecimento.
Em 1980 Tribunal em Colónia considerou SS-Obersturmführer Martin Patz, comandante do 3.o batalhão auxiliar dos Granadores Panzer de SS, responsável pela morte de 600 prisioneiros da prisão de Mokotów. Foi condenado a 9 anos da prisão. Julgado no mesmo processo, Karl Misling foi condenado a 4 anos da prisão.

## Comentários
1. ↑  Junto com os mortos morreram os gravemente feridos que estiveram no lugar da execução.
2. ↑  O edifício pré-guerra da sede do Estado-Maior do Exército Polaco.
3. ↑  Chamados naquele tempo também “Jardim da Cidade Czerniaków”.